# جاك بويل (لاعب كرة قاعدة)
جاك بويل (بالإنجليزية: Jack Boyle) هو لاعب كرة قاعدة أمريكي، ولد في 9 يوليو 1889 في موريس في الولايات المتحدة، وتوفي في 3 أبريل 1917 في فورت لودرديل في الولايات المتحدة.